# Небезпечний рейс (фільм, 2025)
«Небезпечний рейс» (англ. Flight Risk) — американський трилер 2025 року, знятий Мелом Гібсоном за сценарієм Джареда Розенберга. У фільмі зіграли Марк Волберг, Тофер Грейс і Мішель Докері.

## Синопсис
Маршал США супроводжує урядового свідка на суд після того, як його звинувачують у зв'язках з босом мафії, і тут виявляється, що пілот, який їх перевозить, також є найманим вбивцею, якого заслали вбити інформатора. Після того, як їм вдається перемогти пілота-вбивцю, вони змушені летіти разом з ним далі, дізнавшись, що є й інші, які намагаються їх ліквідувати.

## Акторський склад
- Марк Волберг — Деріл Бут, кілер та пілот
- Тофер Грейс — Вінстон, інформатор
- Мішель Докері — Медлін Гарріс, агент ФБР

## Виробництво

### Розробка
У грудні 2020 року сценарій Джареда Розенберга «Небезпечний рейс» був включений до «Чорного списку» найулюбленіших сценаріїв Голлівуду. У травні 2023 року стало відомо, що режисером фільму стане Мел Гібсон, а головну роль зіграє Марк Волберг. У січні 2024 року до акторського складу приєдналися Тофер Грейс і Мішель Докері.

### Зйомки
Основні зйомки розпочалися в Лас-Вегасі в червні 2023 року. Зйомки тривали два дні в Мескіті, Невада, у липні 2023 року. Зйомки також проходили на Алясці. SAG-AFTRA надала кінематографістам дозвіл на зйомку під час страйку SAG-AFTRA 2023 року. Зйомки завершилися в серпні 2023 року. Волберг щодня голив частину голови під час зйомок ролі лисіючого пілота замість того, щоб носити накладну лисину.

## Випуск
Спочатку кінотеатральний прокат мав відбутися 18 жовтня 2024 року. Пізніше реліз у Сполучених Штатах було перенесено. «Небезпечний рейс» вийшов у прокат у Сполучених Штатах від Lionsgate 24 січня 2025 року. Фільм отримав негативні відгуки від критиків і зібрав 34 мільйони доларів у світовому прокаті.